# Episbates pederiformis
Episbates pederiformis är en insektsart som först beskrevs av Dufour 1835.  Episbates pederiformis ingår i släktet Episbates och familjen fjäderlöss. Inga underarter finns listade i Catalogue of Life.